# Jocelyn Hudon
Jocelyn Hudon (* 18. November 1994 in Toronto) ist eine kanadische Schauspielerin.

## Leben
Jocelyn Hudon erhielt eine Ausbildung an der National Ballet School of Canada. Wiederkehrende Serienrollen spielte sie beispielsweise 2016/17 in Incorporated, 2017 in The Strain und 21 Thunder, 2018 in Ice sowie 2019 in The Order. In der Serie When Hope Calls übernahm sie 2019 die Rolle der Grace Bennett.
Filmhauptrollen hatte sie unter anderen in den Fernsehfilmen Christmas Wedding Planner (2017) mit Kelly Rutherford und Rebecca Dalton, From Friend to Fiancé und Eat, Drink and Be Married – Essen, trinken, heiraten (beide 2019), Love in the Maldives (2023), Falling in Love in Niagar und Romance with a Twist beide (2024), in den Thrillern Safer at Home (2021) und V for Vengeance (2022). Für ihre Darstellung der Lacey Huxley im Filmdrama The Fall von Shaun Hart wurde sie 2024 beim Mammoth Film Festival als beste Schauspielerin nominiert.
In der Serie Chicago Fire übernahm sie 2024 in der 12. Staffel die Rolle der Sanitäterin Lyla Novak, in der 13. Staffel gehört sie zur Hauptbesetzung.
In den deutschsprachigen Fassungen wurde sie unter anderem von Sonja Spuhl in Sniper: Rogue Mission, Christmas Wedding Planner und The Order, von Susanne Geier in Winter Castle 2 – Eine winterliche Liebe, von Patricia Strasburger in Hauptgewinn: Liebe!, von Gabrielle Pietermann in V for Vengeance, von Karoline Vogel in Eat, Drink and Be Married – Essen, trinken, heiraten, von Magdalena Turba in Chicago Fire sowie von Julia Sander in Below Her Mouth synchronisiert.
2021 heiratete sie den Schauspieler Jake Manley, im Hallmark-Film Love in the Maldives (2023) spielten sie gemeinsam die beiden Hauptrollen.

## Filmografie (Auswahl)
- 2015: Pixels
- 2015: Single Ladies – Consequences (Fernsehserie)
- 2015: Good Witch – Hinterhältigkeiten (Fernsehserie)
- 2015: Lost Girl (Fernsehserie, zwei Episoden)
- 2016–2017: Incorporated (Fernsehserie)
- 2016: Slasher – Tödliche Jugendsünde (Fernsehserie)
- 2016: Below Her Mouth
- 2016: Four in the Morning – The Music (Fernsehserie)
- 2016: Gangland Undercover – In-laws and Outlaws (Fernsehserie)
- 2017: Love Locks (Fernsehfilm)
- 2017: Weihnachtsliebe auf Rezept / Weihnachten auf Rezept (The Christmas Cure, Fernsehfilm)
- 2017: The Strain (Fernsehserie, fünf Episoden)
- 2017: 21 Thunder (Fernsehserie, sechs Episoden)
- 2017: Christmas Wedding Planner (Fernsehfilm)
- 2018: Ice (Fernsehserie, zehn Episoden)
- 2018: Stories We Tell Ourselves (Kurzfilm)
- 2018: Frankie Drake Mysteries – The Last Dance (Fernsehserie)
- 2018–2019: Janette Oke: Die Coal Valley Saga (When Calls the Heart, Fernsehserie, drei Episoden)
- 2019: From Friend to Fiancé (Fernsehfilm)
- 2019: The Order (Fernsehserie, zwei Episoden)
- 2019: Ransom – Prima (Fernsehserie)
- 2019: Eat, Drink and Be Married – Essen, trinken, heiraten (Eat Drink Love, Fernsehfilm)
- 2019: When Hope Calls (Fernsehserie, zehn Episoden)
- 2020: Criminal Minds – Samstag (Fernsehserie)
- 2020: 9-1-1: Notruf L.A. – Geiselnahme in der Notrufzentrale (Fernsehserie)
- 2021: Safer at Home
- 2021: Hauptgewinn: Liebe! (One of a Kind Love, Fernsehfilm)
- 2021: Winter Castle 2 – Eine winterliche Liebe (Baby, It’s Cold Inside, Fernsehfilm)
- 2021: Riptide
- 2022: V for Vengeance
- 2022: Sniper: Rogue Mission
- 2022: The Rookie: Feds – Romeo und Julia in La La Land (Fernsehserie)
- 2022: Acapulco (Fernsehserie, zwei Episoden)
- 2023: Love in the Maldives (Fernsehfilm)
- 2023: Dave – Texas (Fernsehserie)
- 2023: The Irrational – Lucky Charms (Fernsehserie)
- 2024: Romance with a Twist (Fernsehfilm)
- 2024: The Fall
- 2024: Falling in Love in Niagara (Fernsehfilm)
- 2024: Dead Money
- 2024: Inclusive Space (Kurzfilm)
- seit 2024: Chicago Fire (Fernsehserie)
- 2025: Chicago Med – ...Don't You Cry (Fernsehserie)
- 2025: The Sound